# Zus & Zo
Zus & Zo (ook: Hotel Paraiso) is een Nederlandse film uit 2001. Het verhaal gaat over drie zussen, wier homoseksuele broer gaat trouwen met een vrouw.

## Rolverdeling
| Acteur              | Personage             |
| ------------------- | --------------------- |
| Monic Hendrickx     | Sonja                 |
| Anneke Blok         | Wanda                 |
| Sylvia Poorta       | Michelle              |
| Jacob Derwig        | Nino                  |
| Halina Reijn        | Bo                    |
| Theu Boermans       | Hugo                  |
| Jaap Spijkers       | Jan                   |
| Hedy Wiegner        | doktersassistente Jan |
| Annet Nieuwenhuyzen | moeder                |
| Pieter Embrechts    | Felix Delicious       |
| Marisa van Eyle     | Dorien                |

## Prijzen
- Nominatie voor de Academy Award voor Beste Niet-Engelstalige film, Oscaruitreiking 2003.
- Gouden Kalf voor beste acteur in 2002 (Jacob Derwig).
- Nominatie voor Gouden Kalf voor beste actrice (Sylvia Poorta) en beste scenario.